# Саво Дончев
Саво Иванов Дончев е председател на Градския народен съвет на Ботевград от март 1953 г. до април 1959 г.

## Биография

### Образование
Саво Дончев е роден в град Орхание през 1914 г. Завършва основно образование в родния си град и военна служба в Божурище, Софийско. Желае да стане пилот, но не успява и завършва успешно военна школа по аерофотография в Казанлък. След спечелен конкурс Саво Дончев е назначен на работа на летище Божурище. Впоследствие работи по своята специалност и на летищата в Стара Загора, Ямбол и Горна Оряховица. През 1945 г. се връща в Ботевград като фотограф.

### Кариера
След проведените местни избори, през февруари 1953 г., избраните 51 общински съветници го посочват за председател на Градския народен съвет. За негов заместник е избран Цветан Данчев, за секретар – Нако Райнов. Перидът е икономически тежък в национален план – от гражданите се изискват държавни доставки, назначават се стопански планове, често съпроводени със санкции при неизпълнение. Едни от първите задачи на новото градско ръководство е смяната на дървените мостове над Стара река с железобетонни, както и първи етап по канализирането ѝ чрез укрепване бреговете с подпорни стени.
Под ръководството на Дончев се благоустроява Ботевград с тротоари и асфалтиране на отделни участъци като този Ботевград-Врачеш, част от шосейния път за София. Започва и строежът на стадиона, въпреки че през този период бюджетът на общината е ограничен. Над 8000 са незаетите и безработните в околията при 22 000 работоспособни. Правят се предложения за увеличаване на производствените програми на предприятието за автобусни каросерии „Чавдар“, ДИП „Г. Димитров“, на промкомбинат „Родина“. Търсят се възможности за откриване на ново предприятие за консервиране на плодове и зеленчуци. Това не се осъществява, защото градът страда от недостиг на вода. Селското стопанство продължава да е основен поминък на населението – както в града, така и в околията.
През януари 1954 г., по нареждане лично от министър-председателя Вълко Червенков, е възстановен паметникът на Стамен Панчев в дворът на началния курс на училище „Н. И. Вапцаров“. Увеличават се групите в детската градина, в двете гимназии работят добре подготвени учители, расте приемът на ботевградски младежи и девойки във ВУЗ. През 1958 г. е открито промишлено автокаросерийно училище с 2-годишен курс на обучение, което подготвя необходимите работници за завод „Чавдар“.
През април 1959 г., след административна реформа, с която се премахват околиите и се създават уедрени общини, които съвпадат с териториите на ОТКЗС /Обединени ТКЗС/, за председател на ГНС е избран Иван Тодоров Николчовски. До пенсионирането си Саво Дончев изпълнява други административни длъжности.
Умира през 2002 г.